# Altraverse
Altraverse ist ein deutscher Verlag für Mangas und verwandte Produkte mit Sitz in Hamburg. 
Der Verlag wurde 2017 unter der Leitung von Joachim Kaps gegründet, der zuvor bei Tokyopop und davor beim Carlsen Verlag tätig war. Nach seinem Ausstieg bei Tokyopop entschloss sich Joachim Kaps im Laufe einer Japanreise, gemeinsam mit Anderen, die bereits auf dem deutschen Mangamarkt tätig waren, einen neuen Verlag zu gründen. Start des Programms war im April 2018. Nachdem der Verlag zwei Dutzend Titel in Lizenz herausgebrachte hat, kam im Oktober 2018 mit Eislicht von Anike Hage die erste Eigenproduktion heraus. Bis 2023 nahm der Verlag insgesamt 13 Zeichner aus Deutschland unter Vertrag. Neben Büchern werden auch Merchandising-Artikel zu den erworbenen Lizenzen herausgebracht, darunter Kissen, Acrylaufsteller oder Sonderausgaben mit Extras.
Bereits im ersten Jahr konnte Altraverse zweieinhalb Millionen Bücher verkaufen. Nach zwei Jahren konnte das Unternehmen mit 6 Millionen Euro Umsatz schwarze Zahlen schreiben. Zu den verkaufsstärksten Titeln zählen Goblin Slayer, Solo Leveling und Meine Wiedergeburt als Schleim in einer anderen Welt. 2025 umfasst das Programm des Verlags über 1.400 Titel und jeden Monat werden inklusive Fortsetzungsbänden etwa 20 Neuheiten herausgebracht.
Im März 2025 startete in Deutschland mit Manga Issho vom Altraverse-Verlag ein neues Manga-Magazin. In Zusammenarbeit mit anderen europäischen Verlagen veröffentlicht das Magazin ausschließlich Werke von europäischen Mangaka und Autoren, um diese auf dem Kontinent bekannter zu machen. Das Magazin erscheint in den jeweiligen Landessprachen in Deutschland, Frankreich/Belgien, Italien und Spanien.

## Programm (Auswahl)
- After the Rain von Jun Mayuzuki
- Arifureta Shokugyō de Sekai Saikyō von Ryo Shirakome
- Barakamon von Satsuki Yoshino
- Bis deine Knochen verrotten von Yae Utsumi
- Boy’s Abyss von Ryō Minenami
- Die Braut des Dämons will gegessen werden von Keiko Sakano
- Candy & Cigarettes von Tomonori Inoue
- Cinderella Closet – Aufbruch in eine neue Welt von Wakana Yanai
- Colette beschließt zu sterben von Alto Yukimura
- Daily Butterfly von Sū Morishita
- Dead Mount Death Play von Ryohgo Narita und Shinta Fujimoto
- Diamond in the Rough von Nao Sasaki
- Die Dienerin des verfluchten Kindes von Yuki Shibamiya
- Du riechst so gut von Kintetsu Yamada
- Echt jetzt, Tamon?! von Yuki Shiwasu
- Ein Landei aus dem Dorf vor dem letzten Dungeon sucht das Abenteuer in der Stadt von Toshio Satō und Hajime Fusemchi
- Ein tropischer Fisch sehnt sich nach Schnee von Makoto Hagino
- Elainas Reise von Jougi Shiraishi und Itsuki Nanao
- Elden Ring von Nikiichi Tobita
- Frieren – Nach dem Ende der Reise von Kanehito Yamada und Tsukasa Abe
- Fullmetal Alchemist von Hiromu Arakawa
- Gachiakuta – Weggeworfen wie Müll von Kei Urana
- Gamers! von Tsubasa Takahashi
- Das Geheimnis von Scarecrow von Gin Zarbo
- Granblue Fantasy von Kikui Ichimonji
- Grancrest Senki von Ryō Mizuno und Miyū
- Goblin Slayer von Kōsuke Kurose
- Go! Go! Loser Ranger! von Negi Haruba
- Die Hexe und das Biest von Kōsuke Satake
- Kakegurui von Homura Kawamoto und Tōru Naomura
- Keine Cheats für die Liebe von Fujita
- Kemono Jihen – Gefährlichen Phänomenen auf der Spur von Shō Aimoto
- Ketzer – Tödliches Wissen über die Bewegungen der Erde von Uoto
- Killing Stalking von Koogi
- Die Kinder der Shiunji-Familie von Reiji Miyajima
- Koyo – Die exzentrische Ärztin des Mondblumenreichs von Tōru Himuka
- Küss den Kater von Miko Senri
- Küsse & Schüsse – Verliebt in einen Yakuza von Nozomi Mino
- Liebe & Herz von Chitose Kaidō
- Lust auf ein Date? von Tamifull
- Ich habe 300 Jahre lang Schleim getötet und aus Versehen das höchste Level erreicht von Yusuke Shiba
- Im Namen der Meerjungfrau von Yoshino Fumikawa und Miya Tashiro
- Interviews mit Monster-Mädchen von Petosu
- Made in Abyss von Akihito Tsukishi
- Meine Arbeit als Missionar in einer gottlosen Welt von Aoi Akashiro und Hangetsuban Sonshō
- Meine ganz besondere Hochzeit von Akumi Agitogi und Rito Kohsaka
- Meine Wiedergeburt als Schleim in einer anderen Welt von Taiki Kawakami
- Mein Isekai-Leben – Mit der Hilfe von Schleimen zum mächtigsten Magier einer anderen Welt von Ponjea
- Mein*Star von Aka Akasaka und Mengo Yokoyari
- Nie wieder Minirock von Aoi Makino
- Nicht schon wieder, Takagi-San von Soichiro Yamamoto
- Prinz Freya von Keiko Ishihara
- Radiant von Tony Valente
- Re:Zero – The Mansion von Tappei Nagatsuki und Makoto Fūgetsu
- Re:Zero – Truth of Zero von Tappei Nagatsuki und Daichi Matsuse
- Die Schatten aus unserer Vergangenheit von Yae Utsumi
- Shangri-La Frontier von Katarina und Ryosuke Fuji
- Shibuya Goldfish von Aoi Hiroumi
- SINoALICE von Tact Aoki und Himiko
- Short Cake Cake von Sū Morishita
- Skip & Loafer von Misaki Takamatsu
- Solo Leveling von Chugong und Dubu
- Der Sommer, in dem Hikaru starb von Mokumokuren
- Der stärkste Held mit dem Mal der Schwäche von Shinkoshoto und Liver Jam&Popo
- Sugar Apple Fairy Tale von Miri Mikawa und Yozora no Udon
- Super Lovers von Miyuki Abe
- Das Tsugumi-Projekt von ippatu
- Virgin Road – Die Henkerin und ihre Art zu leben von Mato Sato
- Wie es Miss Beelzebub gefällt von Matoba
- Ein Zeichen der Zuneigung von Suu Morishita